# Ginástica rítmica nos Jogos Pan-Americanos de 2019 - Individual geral
A competição do individual geral feminino foi um dos eventos da ginástica rítmica nos Jogos Pan-Americanos de 2019. Foi disputada no Polideportivo Villa El Salvador nos dias 2 e 3 de agosto. 

## Calendário
Horário local (UTC-5).
| Data        | Horário | Fase            |
| ----------- | ------- | --------------- |
| 2 de agosto | 13:00   | Rotação final 1 |
| 2 de agosto | 14:05   | Rotação final   |
| 3 de agosto | 13:00   | Rotação final 3 |
| 3 de agosto | 14:05   | Rotação final 4 |

## Medalhistas
| Ouro   | USA Evita Griskenas |
| Prata  | USA Camilla Feeley  |
| Bronze | BRA Natália Gaudio  |

## Resultados
| Pos.              | Ginasta                 |        |        |        |        | Total  |
| ----------------- | ----------------------- | ------ | ------ | ------ | ------ | ------ |
| Medalha de ouro   | USA Evita Griskenas     | 19.900 | 19.925 | 17.500 | 18.500 | 75.825 |
| Medalha de prata  | USA Camilla Feeley      | 17.475 | 18.300 | 18.000 | 16.950 | 70.725 |
| Medalha de bronze | BRA Natália Gaudio      | 18.300 | 14.500 | 17.800 | 16.550 | 67.150 |
| 4                 | BRA Bárbara Domingos    | 17.750 | 15.650 | 16.450 | 17.300 | 67.150 |
| 5                 | CAN Katherine Uchida    | 15.950 | 18.400 | 17.150 | 14.700 | 66.200 |
| 6                 | CAN Natalie Garcia      | 16.550 | 16.150 | 17.250 | 13.900 | 63.850 |
| 7                 | ARG Sol Fainberg        | 17.450 | 14.950 | 16.500 | 14.150 | 63.050 |
| 8                 | COL Oriana Viñas        | 15.200 | 16.500 | 15.500 | 14.600 | 61.800 |
| 9                 | COL Lina Dussan         | 14.900 | 16.150 | 16.400 | 13.600 | 61.050 |
| 10                | MEX Rut Castillo        | 14.450 | 13.350 | 14.800 | 14.750 | 57.350 |
| 11                | MEX Karla Diaz          | 13.250 | 14.300 | 14.850 | 14.550 | 56.950 |
| 12                | VEN Grisbel Lopez       | 14.550 | 14.700 | 14.200 | 13.050 | 56.500 |
| 13                | ARG Celeste D'Arcangelo | 15.200 | 15.600 | 13.950 | 11.400 | 56.150 |
| 14                | CUB Gretel Mendoza      | 15.450 | 12.100 | 14.300 | 13.350 | 55.200 |
| 15                | CHI Javiera Rubilar     | 13.000 | 13.800 | 13.000 | 11.400 | 51.200 |
| 16                | PER Carla Corminboeuf   | 10.250 | 9.400  | 10.200 | 9.250  | 39.100 |